# سان پائولو دی یسی
سان پائولو دی یسی (به ایتالیایی: San Paolo di Jesi) یک کومونه در ایتالیا است که در استان آنکونا واقع شده‌است.
 سان پائولو دی یسی ۱۰٫۱۱ کیلومتر مربع مساحت و ۹۱۶ نفر جمعیت دارد و ۲۲۴ متر بالاتر از سطح دریا واقع شده‌است.